# Santa Cruz de La Palma
Santa Cruz de La Palma és un municipi canari pertanyent a la província de Santa Cruz de Tenerife (Espanya) i capital de l'illa de La Palma.
Té una extensió de 43,38 km² i una població de 17.353 habitants (INE gener de 2007). La seva altitud al centre històric és de 4 metres sobre el nivell del mar i el municipi té 4,03 quilòmetres de costa. Els seus principals barris són:
- Al nucli urbà: La Luz, San Telmo, San Sebastián, El Puente, Benahoare, La Alameda, La Calle Real, El Pilar i El Marquito.
- A la perifèria: Calsinas, Velhoco, Las Nieves, La Dehesa, La Encarnación, El Planto, El Carmen i Mirca

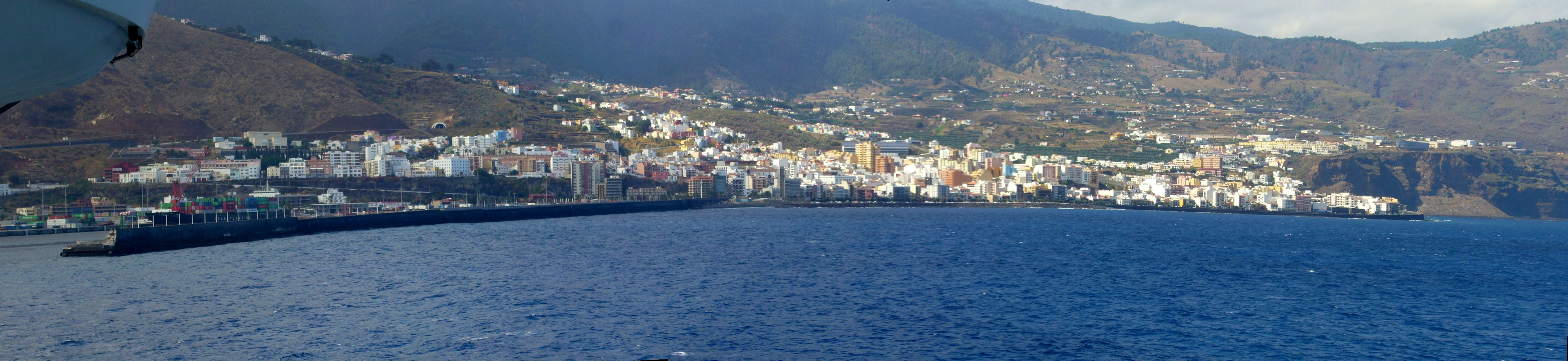
Santa Cruz de La Palma des d'el mar

## Població
| Any  | Habitants | Densitat        |
| ---- | --------- | --------------- |
| 1857 | 5.216     | 120,24 hab./km² |
| 1860 | 5.364     | 123,65 hab./km² |
| 1877 | 6.619     | 152,58 hab./km² |
| 1887 | 6.695     | 154,33 hab./km² |
| 1897 | 6.533     | 150,60 hab./km² |
| 1900 | 7.024     | 161,92 hab./km² |
| 1910 | 7.542     | 173,86 hab./km² |
| 1920 | 7.258     | 167,31 hab./km² |
| 1930 | 7.951     | 183,29 hab./km² |
| 1940 | 11.605    | 267,52 hab./km² |
| 1950 | 11.524    | 265,65 hab./km² |
| 1960 | 12.967    | 298,92 hab./km² |
| 1970 | 13.163    | 303,43 hab./km² |
| 1981 | 16.629    | 383,33 hab./km² |
| 1991 | 17.069    | 393,48 hab./km² |
| 2001 | 17.265    | 398,00 hab./km² |
| 2007 | 17.353    | 400,02 hab./km² |

### Població per nuclis

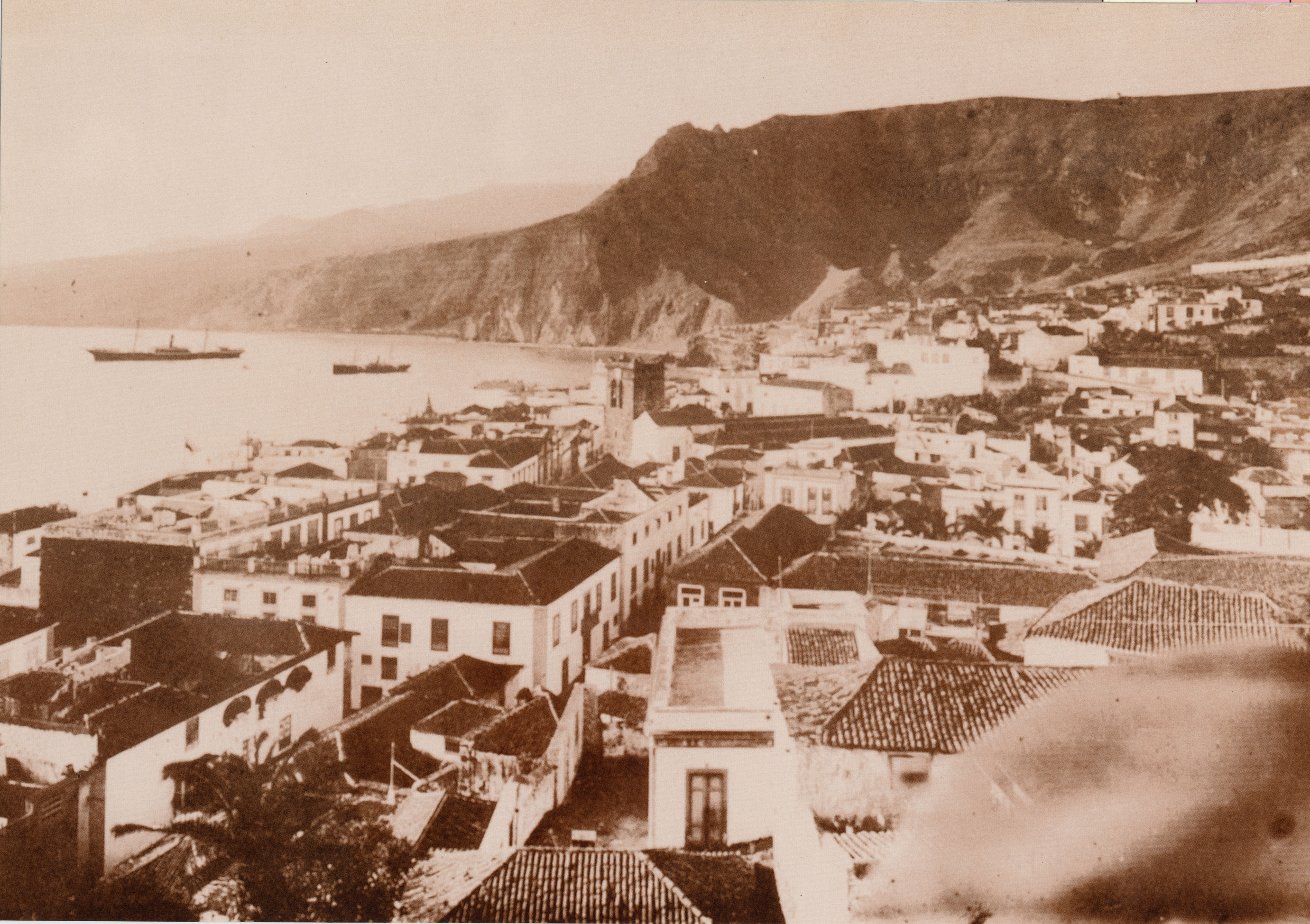
Vista de Santa Cruz de La Palma cap el 1890

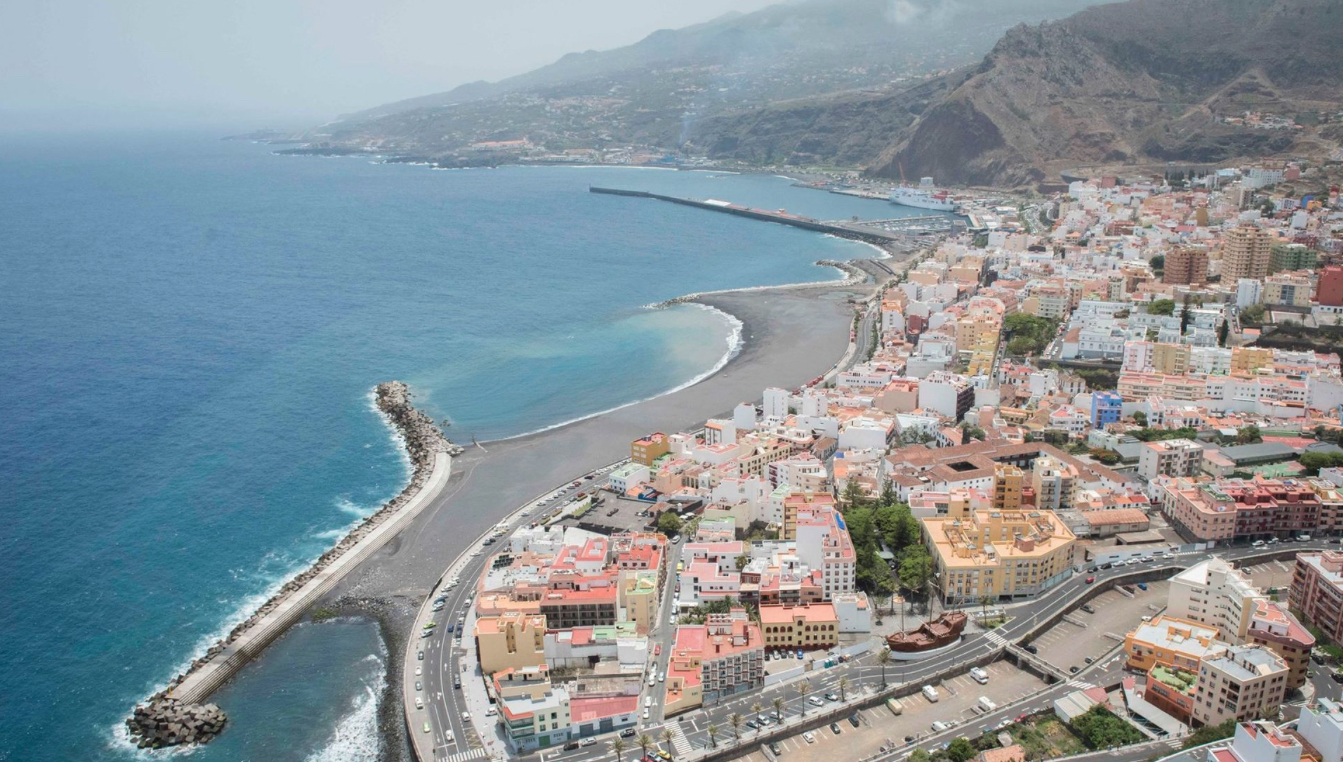
Vista aéria de Santa Cruz de La Palma

Desglossament de població segons el Padró Continu per Unitat Poblacional de l'INE.
| Nuclis                      | Habitants (2012) | Dones | Homes |
| --------------------------- | ---------------- | ----- | ----- |
| Barranco de la Madera       | 84               | 40    | 44    |
| Barranco del Río            | 39               | 19    | 20    |
| Candelaria                  | 54               | 24    | 30    |
| Cuesta del Llano de la Cruz | 199              | 91    | 108   |
| El Dorador                  | 11               | 4     | 7     |
| El Frontón                  | 5                | 2     | 3     |
| El Morro                    | 59               | 30    | 29    |
| El Planto                   | 121              | 64    | 57    |
| El Pocito                   | 109              | 56    | 53    |
| Juan Mayor                  | 180              | 76    | 104   |
| La Portada                  | 67               | 35    | 32    |
| La Verada                   | 62               | 29    | 33    |
| Las Lajitas                 | 9                | 4     | 5     |
| Las Nieves                  | 14               | 8     | 6     |
| Las Tierritas               | 118              | 63    | 55    |
| Las Toscas                  | 67               | 37    | 30    |
| Llano Grande                | 98               | 44    | 54    |
| Lomo de los Gomeros         | 9                | 6     | 3     |
| Lomo del Centro             | 231              | 120   | 111   |
| Lomo Espanta                | 136              | 74    | 62    |
| Los Álamos                  | 149              | 73    | 76    |
| Mirca                       | 1040             | 502   | 538   |
| Roque de Arriba             | 84               | 38    | 46    |
| Santa Cruz de La Palma      | 13608            | 6610  | 6998  |
| Velhoco                     | 152              | 81    | 71    |

## Alcaldes des de 1979
| Legislatura | Data inicial        | Data final          | Nom                                                                              | Partit     |
| ----------- | ------------------- | ------------------- | -------------------------------------------------------------------------------- | ---------- |
| I           | 19 d'abril de 1979  | 23 de maig de 1983  | Antonio Sanjuán Hernández                                                        | PCE        |
| II          | 23 de maig de 1983  | 30 de juny de 1987  | Antonio Sanjuán Hernández                                                        | PCE        |
| III         | 30 de juny de 1987  | 15 de juny de 1991  | Antonio Sanjuán Hernández                                                        | ICU        |
| IV          | 15 de juny de 1991  | 17 de juny de 1995  | Carlos Javier Cabrera Matos                                                      | PP         |
| V           | 17 de juny de 1995  | 3 de juliol de 1999 | Carlos Javier Cabrera Matos                                                      | PP         |
| VI          | 3 de juliol de 1999 | 14 de juny de 2003  | Carlos Javier Cabrera Matos                                                      | PP         |
| VII         | 14 de juny de 2003  | 16 de juny de 2007  | Carlos Javier Cabrera Matos Juan Ramón Felipe San Antonio Anselmo Pestana Padrón | PP CC PSOE |
| VIII        | 16 de juny de 2007  | 11 de juny de 2011  | Juan Ramón Felipe San Antonio                                                    | CC         |
| IX          | 11 de juny de 2011  | 13 de juny de 2015  | Sergio Matos Castro Juan José Cabrera Guelmes                                    | PSOE PP    |
| X           | 13 de juny de 2015  | 15 de juny de 2019  | Sergio Matos Castro                                                              | PSOE       |
| XI          | 15 de juny de 2019  |                     | Juan José Cabrera                                                                | PP         |